# Barra de São Miguel (kommun i Brasilien, Alagoas, lat -9,81, long -35,96)
Barra de São Miguel är en kommun i Brasilien.   Den ligger i delstaten Alagoas, i den östra delen av landet, 1 500 km nordost om huvudstaden Brasília. Antalet invånare är 7 573.
Omgivningarna runt Barra de São Miguel är en mosaik av jordbruksmark och naturlig växtlighet. Runt Barra de São Miguel är det ganska tätbefolkat, med 60 invånare per kvadratkilometer.